# Krakowski Klub Curlingowy
Krakowski Klub Curlingowy – krakowski klub sportowy, pierwszy klub curlingowy w Krakowie i jeden z pierwszych tego typu klubów w Polsce. Założony 11 marca 2003 z inicjatywy grupy maturzystów z V Liceum Ogólnokształcącego w Krakowie.
Do największych curlingowych sukcesów Klubu należą między innymi trzecie miejsce i brązowy medal wywalczone na III Mistrzostwach Polski, szóste miejsce wywalczone na I Mistrzostwach Polski, udział jako druga reprezentacja Polski w turniejach Baltic Cup 2006 oraz Akademickie Mistrzostwo Polski AZS 2014.
Klub jest organizatorem Ligi KKC, począwszy od sezonu  2011/2012, a w latach 2017-2019 organizował w Czarnym Dunajcu obóz "Curling pod Tatrami", w ramach którego rozegrano m.in. cztery edycje Podhalańskiego Turnieju Curlingowego o Puchar Wójta Gminy Czarny Dunajec.

## Osiągnięcia
W imprezach rangi mistrzowskiej drużyny Krakowskiego Klubu Curlingowego zdobyły jeden medal. Zawodnicy klubu zdobywali stawali jednak na podium najważniejszych imprez w barwach innych klubów, np. Karolina Startek zdobyła mistrzostwo Polski mikstów w 2017 roku, Katarzyna Staszczak – mistrzostwo Polski par mieszanych w 2018 roku, Magdalena Wróbel – wicemistrzostwo Polski par mieszanych w 2017 roku, Klub regularnie zdobywał również medale w Mistrzostwach Polski AZS.
Mistrzostwa Polski mężczyzn
 2006 Grzegorz Chmurzyński, Marcin Marek, Bartłomiej Schmidt, Łukasz Wilczek